# Characiformes
I caraciformi (Characiformes Regan, 1911) sono un ordine di pesci che comprende centinaia di specie d'acqua dolce, riunite in 16 famiglie.

## Distribuzione e habitat
I caraciformi sono diffusi nel neotropico (laghi e nei fiumi tropicali in quasi tutto il Sudamerica e America Centrale), mentre 209 specie si trovano in Africa, come i pesci delle famiglie Distichodontidae, Citharinidae, Alestiidae e Hepsetidae.

## Famiglie
- Acestrorhynchidae
- Alestidae
- Anostomidae
- Characidae
- Chilodontidae
- Citharinidae
- Ctenoluciidae
- Curimatidae
- Cynodontidae
- Erythrinidae
- Gasteropelecidae
- Hemiodontidae
- Hepsetidae
- Iguanodectidae
- Lebiasinidae
- Parodontidae
- Prochilodontidae
- † Salminopsidae